# Suresh Biswas
Cor. Suresh Biswas (em bengali:  সুরেশ বিশ্বাস) foi um famoso aventureiro indiano do século XIX.

## Vida
Suresh Biswas nasceu em 1861 em Nathpur no distrito de Nadia, Bengala Ocidental. Cristão convertido, Biswas viajou como passageiro clandestino para a Inglaterra aos 15 anos de idade. Depois de chegar na Inglaterra, teve vários empregos antes de se tornar  treinador de animais em um circo na cidade de Kent. Ele viajou com o circo para Hamburgo.
Depois disso migrou para o Brasil (provavelmente um dos primeiros indianos a fazer isso), e lutou bravamente no exército brasileiro fim do século XIX).
Foi alferes, depois tenente do exército (e, mais tarde, um coronel). Apesar de apresentar uma notável coragem no estouro de uma rebelião, ele não foi devidamente condecorado por causa do racismo (apesar de tudo, ele era hindu, asiático e não-branco em um Brasil dominado por brancos e pela Igreja Católica).
Coronel Biswas, no entanto, se fixou no Brasil pois ficou encantado com a beleza natural do país. Ele morreu em 1905.

## Curiosidades
Não há muitos registros escritos do lendário aventureiro, mas ele foi mencionado no livro de Satyajit Ray, "Chhinnamastar Abhishap" (A maldição da deusa), como o famoso detetive fictício, Feluda.